# باشگاه فوتبال رییکا
باشگاه فوتبال رییکا (به انگلیسی: HNK Rijeka) یک باشگاه فوتبال در کشور کرواسی است.
این باشگاه که شهر رییکا قرار دارد در سال ۱۹۴۶ تأسیس و سابقه ۳ قهرمانی در جام حذفی فوتبال کرواسی را در کارنامه دارد.